# گلیسک
گلیسک (به لهستانی:  Glejsk) یک روستا در لهستان است که در گمینا گرودک واقع شده‌است.